# Italiaanse watersalamander
De Italiaanse watersalamander (Lissotriton italicus) is een watersalamander uit de familie echte salamanders (Salamandridae). De soort werd voor het eerst wetenschappelijk beschreven door Mario Giacinto Peracca in 1898. Oorspronkelijk werd de wetenschappelijke naam Molge italica gebruikt.

## Uiterlijke kenmerken
Deze soort blijft vrij klein en wordt zelden langer dan 8 centimeter. Mannetjes hebben buiten de paartijd duidelijkere vlekken en een donkere basiskleur en lichtere buik. In de paartijd hebben ze een ovaal-met een punt-vormige vin op de staart die ze heen en weer wapperen om de aandacht van de vrouwen te krijgen, ook hebben alle exemplaren een rode buik, die ze aan de alpenwatersalamander (Triturus alpestris) doen denken maar ze missen de gele met zwarte vlekstrepen en de blauwe kleur van de laatste soort, en de staart van de Italiaanse watersalamander is gevlekt. Zoals bij wel meer Lissotriton-soorten komt neotenie ook voor bij deze salamander; juveniel aandoende exemplaren kunnen zich toch voortplanten.

## Algemeen
Deze salamander komt alleen voor in het zuiden van Italië. De salamander kan in stilstaand water van vijvers en reservoirs worden aangetroffen in de paartijd. Daarbuiten leeft deze soort voornamelijk op het land in de bladerlaag van bossen en heidevelden. Er is een voorkeur voor vochtige en schaduwrijke plaatsen. De soort gaat achteruit in verspreidingsgebied, ondanks dat het dier beschermd is. De soort is binnen korte tijd bijna compleet verdwenen in Calabrië (de 'tenen van de schoen'), en het westelijke Abruzzi-gebergte.

## Levenswijze
De eieren komen na 2 tot 4 dagen uit en de larven kunnen zich in een tijdsbestek van vier tot zes weken ontwikkelen. Als de temperaturen lager zijn duurt de ontwikkeling echter langer.
Het voedsel bestaat uit kleine ongewervelden zoals wormen, watervlooien en insecten en de larven.